# جون كيزيريان
جون كيزيريان (بالإنجليزية: John Kizirian)‏ ( بالأرمينية : Ժան Գիզիրեան ) أبريل 1928 - 26 فبراير، 2006) كان عضوا في القوات المسلحة للولايات المتحدة لأكثر من ثلاثة عقود، وعمل خلال الحرب العالمية الثانية ، و الحرب الكورية ، و حرب فيتنام .
تم تجنيد كيزيريان في البحرية الأمريكية عند نهاية الحرب العالمية الثانية في سن 17. في عام 1949 ، تقدم بطلب للانتقال إلى الجيش وأصبح رقيبًا. خلال الحرب الكورية، قاتل مع قوات المشاة في العديد من معارك الخطوط الأمامية، ليصبح قائدًا .
بحلول حرب فيتنام، كان كيزيريان ضابط استخبارات كان يقود القوات بشكل متكرر في مهام قتالية خاصة. بعد 30 عامًا من الخدمة، تقاعد كيزيريان من الجيش كعقيد في عام 1975 ، لكنه عاد إلى الخدمة مرة أخرى للعمل كممثل للدفاع الأمريكي في إندونيسيا من 1980 إلى 1984.
حصل كيزيريان على صليب الخدمة المتميزة، وميدالية الخدمة المميزة الدفاعية، والنجمة الفضية، ووسام الاستحقاق (4 جوائز) ، وميدالية الجندي، والنجمة البرونزية (6 جوائز) ، والقلب الأرجواني (3 جوائز) ، و الميدالية الجوية (14 جائزة). مع ما مجموعه ستة وستون من الأوسمة والجوائز، ويُعتبر كيزيريان الضابط الأكثر استخباراتًا للجيش في الولايات المتحدة.
كان أحد أعظم إنجازات كيزيريان هو كشفه عن هجوم تيت بعد دراسة أكثر من 400 تقرير استخباري وإحاطة الجنرال كريتون أبرامز. ووفقًا لنعيه، «من المرجح جدًا أن ينقذ التحذير آلاف الأرواح الأمريكية والفيتنامية الجنوبية. مثل عمله في الكشف عن هجوم التيت، معظم إنجازاته ونجاحاته وراء الكواليس».

## النشأة
ولد جون كيزيريان في ويتنسفيل، ماساتشوستس في 4 أبريل 1928 لعائلة من المهاجرين الأرمن. ولدت والدته ماريتزا ووالده سيروب في خربرت، الإمبراطورية العثمانية .
والد كيزيريان، من خلال رعاية عمه غارابد كيزربوغوسيان (تم تغيير كيزيبروغوسيان لاحقًا إلى كيزيريان) الذي عاش في ويتنسفيل، ماساتشوستس، وصل إلى الولايات المتحدة في عام 1914.
والدة كيزيريان، مع عائلتها، هاجروا إلى كوبا من أجل البحث عن فرصة للانتقال إلى الولايات المتحدة.
ثم ذهب والد كيزيريان، الذي كان بالفعل مواطنًا أمريكيًا، إلى كوبا في عام 1927 ، والتقى بأم كيزيريان وتزوجها وأحضرها إلى وايتنسفيل . 
قبل الزواج، كان والد كيزيريان خبازًا ، ولكن بعد الزواج، ذهب للعمل في معمل وايتين كعامل حيث عمل لمدة 45 عامًا. كانت والدة كيزيريان ربة منزل. كان لديه شقيقتان، مارجريت وآني.
نشأ جون كيزيريان في شارع ويلو في وايتينسفيل ودرس في مدرسة نورثبريدج الثانوية المحلية في سن مبكرة، ثم عمل كيزيريان في متجر زهور قريب. في سنته الإعدادية، كان كيزيريان في مجلس الطلاب وفي 3 فبراير 1944 أصبح أول كشافة في نورثبريدج. ثم ترك دراسته الثانوية وانضم إلى الخدمة العسكرية.  